# The Sherlock Holmes

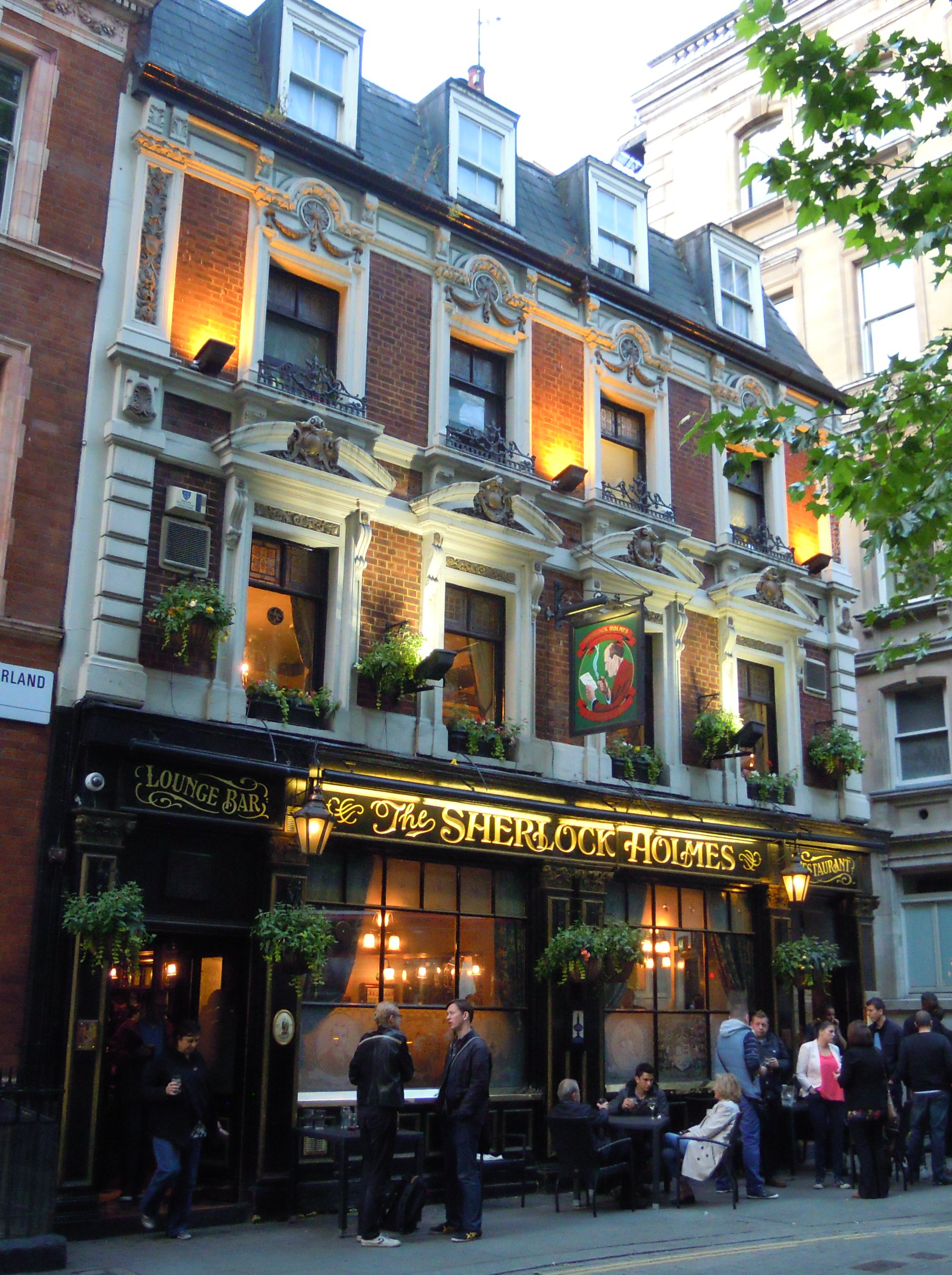
The Sherlock Holmes nel 2014

Sherlock Holmes è un pub in stile vittoriano situato a Londra in Northumberland Street, vicino alla stazione ferroviaria di Charing Cross ed a Trafalgar Square. 
Questo locale contiene una vasta collezione di cimeli legati al detective fittizio Sherlock Holmes. La collezione originale fu creata in occasione del Festival of Britain del 1951 e fu esposta a Londra in Baker Street.